# Banksula californica
Banksula californica is een hooiwagen uit de familie Phalangodidae. De wetenschappelijke naam van Banksula californica gaat terug op Banks.